# 小行星列表/174601-174700
| 名稱         | 臨時編號   | 發現日期       | 發現地點   | 發現者                         |
| ------------ | ---------- | -------------- | ---------- | ------------------------------ |
| 小行星174601 | 2003 QA78  | 2003年8月24日  | 索科罗     | 林肯近地小行星研究小组         |
| 小行星174602 | 2003 QM107 | 2003年8月31日  | 索科罗     | 林肯近地小行星研究小组         |
| 小行星174603 | 2003 QN111 | 2003年8月31日  | 索科罗     | 林肯近地小行星研究小组         |
| 小行星174604 | 2003 QO111 | 2003年8月31日  | 索科罗     | 林肯近地小行星研究小组         |
| 小行星174605 | 2003 RT5   | 2003年9月3日   | 海勒卡拉   | 近地小行星追踪                 |
| 小行星174606 | 2003 RP21  | 2003年9月13日  | 海勒卡拉   | 近地小行星追踪                 |
| 小行星174607 | 2003 RE27  | 2003年9月3日   | 索科罗     | 林肯近地小行星研究小组         |
| 小行星174608 | 2003 SY5   | 2003年9月16日  | 帕洛马山   | 近地小行星追踪                 |
| 小行星174609 | 2003 SZ25  | 2003年9月17日  | 海勒卡拉   | 近地小行星追踪                 |
| 小行星174610 | 2003 SB36  | 2003年9月18日  | 索科罗     | 林肯近地小行星研究小组         |
| 小行星174611 | 2003 SV36  | 2003年9月19日  | 本森       | 杨光宇                         |
| 小行星174612 | 2003 SM39  | 2003年9月16日  | 帕洛马山   | 近地小行星追踪                 |
| 小行星174613 | 2003 SH41  | 2003年9月17日  | 帕洛马山   | 近地小行星追踪                 |
| 小行星174614 | 2003 SQ43  | 2003年9月16日  | 可可尼诺县 | 洛厄尔天文台近地小行星搜寻计划 |
| 小行星174615 | 2003 SO44  | 2003年9月16日  | 可可尼诺县 | 洛厄尔天文台近地小行星搜寻计划 |
| 小行星174616 | 2003 SQ51  | 2003年9月18日  | 帕洛马山   | 近地小行星追踪                 |
| 小行星174617 | 2003 SX51  | 2003年9月18日  | 帕洛马山   | 近地小行星追踪                 |
| 小行星174618 | 2003 SC52  | 2003年9月18日  | 帕洛马山   | 近地小行星追踪                 |
| 小行星174619 | 2003 SH64  | 2003年9月18日  | 帝王台     | 帝王台近地天體巡天             |
| 小行星174620 | 2003 SB66  | 2003年9月18日  | 索科罗     | 林肯近地小行星研究小组         |
| 小行星174621 | 2003 SX66  | 2003年9月19日  | 帝王台     | 帝王台近地天體巡天             |
| 小行星174622 | 2003 SN67  | 2003年9月19日  | 索科罗     | 林肯近地小行星研究小组         |
| 小行星174623 | 2003 SC74  | 2003年9月18日  | 基特峰     | 太空监视                       |
| 小行星174624 | 2003 SY74  | 2003年9月18日  | 基特峰     | 太空监视                       |
| 小行星174625 | 2003 ST76  | 2003年9月19日  | 于克勒     | Uccle                          |
| 小行星174626 | 2003 SN77  | 2003年9月19日  | 基特峰     | 太空监视                       |
| 小行星174627 | 2003 SQ79  | 2003年9月19日  | 基特峰     | 太空监视                       |
| 小行星174628 | 2003 ST91  | 2003年9月18日  | 帕洛马山   | 近地小行星追踪                 |
| 小行星174629 | 2003 SD92  | 2003年9月18日  | 基特峰     | 太空监视                       |
| 小行星174630 | 2003 SJ93  | 2003年9月18日  | 基特峰     | 太空监视                       |
| 小行星174631 | 2003 SD108 | 2003年9月20日  | 帕洛马山   | 近地小行星追踪                 |
| 小行星174632 | 2003 SK110 | 2003年9月20日  | 帕洛马山   | 近地小行星追踪                 |
| 小行星174633 | 2003 SM110 | 2003年9月20日  | 帕洛马山   | 近地小行星追踪                 |
| 小行星174634 | 2003 SC111 | 2003年9月20日  | 海勒卡拉   | 近地小行星追踪                 |
| 小行星174635 | 2003 SZ124 | 2003年9月19日  | 帝王台     | 帝王台近地天體巡天             |
| 小行星174636 | 2003 SU125 | 2003年9月19日  | 索科罗     | 林肯近地小行星研究小组         |
| 小行星174637 | 2003 SK137 | 2003年9月20日  | 帕洛马山   | 近地小行星追踪                 |
| 小行星174638 | 2003 SG138 | 2003年9月19日  | 索科罗     | 林肯近地小行星研究小组         |
| 小行星174639 | 2003 SA139 | 2003年9月21日  | 索科罗     | 林肯近地小行星研究小组         |
| 小行星174640 | 2003 SN141 | 2003年9月19日  | 基特峰     | 太空监视                       |
| 小行星174641 | 2003 SU141 | 2003年9月20日  | 帝王台     | 帝王台近地天體巡天             |
| 小行星174642 | 2003 SL142 | 2003年9月20日  | 索科罗     | 林肯近地小行星研究小组         |
| 小行星174643 | 2003 SF145 | 2003年9月19日  | 海勒卡拉   | 近地小行星追踪                 |
| 小行星174644 | 2003 SD155 | 2003年9月19日  | 可可尼诺县 | 洛厄尔天文台近地小行星搜寻计划 |
| 小行星174645 | 2003 SH161 | 2003年9月18日  | 索科罗     | 林肯近地小行星研究小组         |
| 小行星174646 | 2003 SO164 | 2003年9月20日  | 可可尼诺县 | 洛厄尔天文台近地小行星搜寻计划 |
| 小行星174647 | 2003 SX167 | 2003年9月23日  | 海勒卡拉   | 近地小行星追踪                 |
| 小行星174648 | 2003 SO169 | 2003年9月23日  | 海勒卡拉   | 近地小行星追踪                 |
| 小行星174649 | 2003 SA173 | 2003年9月18日  | 索科罗     | 林肯近地小行星研究小组         |
| 小行星174650 | 2003 SK181 | 2003年9月20日  | 索科罗     | 林肯近地小行星研究小组         |
| 小行星174651 | 2003 SJ189 | 2003年9月22日  | 帕洛马山   | 近地小行星追踪                 |
| 小行星174652 | 2003 SJ190 | 2003年9月24日  | 海勒卡拉   | 近地小行星追踪                 |
| 小行星174653 | 2003 SC191 | 2003年9月18日  | 帕洛马山   | 近地小行星追踪                 |
| 小行星174654 | 2003 SL192 | 2003年9月20日  | 帝王台     | 帝王台近地天體巡天             |
| 小行星174655 | 2003 SZ194 | 2003年9月20日  | 海勒卡拉   | 近地小行星追踪                 |
| 小行星174656 | 2003 SD195 | 2003年9月20日  | 帕洛马山   | 近地小行星追踪                 |
| 小行星174657 | 2003 ST199 | 2003年9月21日  | 可可尼诺县 | 洛厄尔天文台近地小行星搜寻计划 |
| 小行星174658 | 2003 SH204 | 2003年9月22日  | 索科罗     | 林肯近地小行星研究小组         |
| 小行星174659 | 2003 SV207 | 2003年9月26日  | 索科罗     | 林肯近地小行星研究小组         |
| 小行星174660 | 2003 SW209 | 2003年9月25日  | 海勒卡拉   | 近地小行星追踪                 |
| 小行星174661 | 2003 SM210 | 2003年9月26日  | 索科罗     | 林肯近地小行星研究小组         |
| 小行星174662 | 2003 SZ213 | 2003年9月26日  | 本森       | 杨光宇                         |
| 小行星174663 | 2003 SY216 | 2003年9月27日  | 本森       | 杨光宇                         |
| 小行星174664 | 2003 SR220 | 2003年9月29日  | 本森       | 杨光宇                         |
| 小行星174665 | 2003 SC225 | 2003年9月25日  | 海勒卡拉   | 近地小行星追踪                 |
| 小行星174666 | 2003 SR230 | 2003年9月24日  | 帕洛马山   | 近地小行星追踪                 |
| 小行星174667 | 2003 SN232 | 2003年9月24日  | 海勒卡拉   | 近地小行星追踪                 |
| 小行星174668 | 2003 SQ233 | 2003年9月25日  | 帕洛马山   | 近地小行星追踪                 |
| 小行星174669 | 2003 SY246 | 2003年9月26日  | 索科罗     | 林肯近地小行星研究小组         |
| 小行星174670 | 2003 SA249 | 2003年9月26日  | 索科罗     | 林肯近地小行星研究小组         |
| 小行星174671 | 2003 SW251 | 2003年9月26日  | 索科罗     | 林肯近地小行星研究小组         |
| 小行星174672 | 2003 SB252 | 2003年9月26日  | 索科罗     | 林肯近地小行星研究小组         |
| 小行星174673 | 2003 SO255 | 2003年9月27日  | 基特峰     | 太空监视                       |
| 小行星174674 | 2003 SD260 | 2003年9月29日  | 索科罗     | 林肯近地小行星研究小组         |
| 小行星174675 | 2003 SB270 | 2003年9月24日  | 海勒卡拉   | 近地小行星追踪                 |
| 小行星174676 | 2003 SE284 | 2003年9月20日  | 索科罗     | 林肯近地小行星研究小组         |
| 小行星174677 | 2003 SA297 | 2003年9月16日  | 帕洛马山   | 近地小行星追踪                 |
| 小行星174678 | 2003 SB303 | 2003年9月17日  | 帕洛马山   | 近地小行星追踪                 |
| 小行星174679 | 2003 SD303 | 2003年9月17日  | 帕洛马山   | 近地小行星追踪                 |
| 小行星174680 | 2003 SC304 | 2003年9月17日  | 帕洛马山   | 近地小行星追踪                 |
| 小行星174681 | 2003 SO309 | 2003年9月27日  | 索科罗     | 林肯近地小行星研究小组         |
| 小行星174682 | 2003 SJ311 | 2003年9月29日  | 索科罗     | 林肯近地小行星研究小组         |
| 小行星174683 | 2003 TD7   | 2003年10月1日  | 可可尼诺县 | 洛厄尔天文台近地小行星搜寻计划 |
| 小行星174684 | 2003 TL9   | 2003年10月5日  | 海勒卡拉   | 近地小行星追踪                 |
| 小行星174685 | 2003 TL20  | 2003年10月14日 | 帕洛马山   | 近地小行星追踪                 |
| 小行星174686 | 2003 TM37  | 2003年10月2日  | 基特峰     | 太空监视                       |
| 小行星174687 | 2003 UV9   | 2003年10月20日 | Nashville  | R. Clingan                     |
| 小行星174688 | 2003 UR14  | 2003年10月16日 | 可可尼诺县 | 洛厄尔天文台近地小行星搜寻计划 |
| 小行星174689 | 2003 UM15  | 2003年10月16日 | 可可尼诺县 | 洛厄尔天文台近地小行星搜寻计划 |
| 小行星174690 | 2003 UG19  | 2003年10月20日 | 基特峰     | 太空监视                       |
| 小行星174691 | 2003 US22  | 2003年10月23日 | 可可尼诺县 | 洛厄尔天文台近地小行星搜寻计划 |
| 小行星174692 | 2003 UY25  | 2003年10月22日 | 基特峰     | 太空监视                       |
| 小行星174693 | 2003 UW27  | 2003年10月22日 | 图森       | R. A. Tucker                   |
| 小行星174694 | 2003 UP40  | 2003年10月16日 | 可可尼诺县 | 洛厄尔天文台近地小行星搜寻计划 |
| 小行星174695 | 2003 UG47  | 2003年10月16日 | 图森       | R. A. Tucker                   |
| 小行星174696 | 2003 UW53  | 2003年10月18日 | 帕洛马山   | 近地小行星追踪                 |
| 小行星174697 | 2003 UC58  | 2003年10月16日 | 基特峰     | 太空监视                       |
| 小行星174698 | 2003 UV60  | 2003年10月16日 | 帕洛马山   | 近地小行星追踪                 |
| 小行星174699 | 2003 UY64  | 2003年10月16日 | 可可尼诺县 | 洛厄尔天文台近地小行星搜寻计划 |
| 小行星174700 | 2003 UJ68  | 2003年10月16日 | 可可尼诺县 | 洛厄尔天文台近地小行星搜寻计划 |